# Ensaimada
L'ensaimada (in lingua catalana ensaïmada) è un dolce tipico dell'isola di Maiorca. A partire dal 1996 è stata riconosciuta come prodotto Indicazione geografica protetta, col nome di Ensaïmada de Mallorca; la fama del dolce ha chiaramente varcato i confini dell'isola, dato che è tra i più famosi piatti maiorchini, offerto in tutte le pasticcerie del luogo in una scatola ottagonale.
Gli ingredienti sono: farina di frumento, acqua, uova, zucchero, lievito e, in aggiunta, strutto di maiale (in catalano saïm, da cui il dolce prende il nome). 
La sua maggiore prerogativa consiste nella sua forma a spirale,
che si ripete sia nella struttura interna sia in quella esterna. Il suo impasto è costituito da strati, similmente a quanto accade nella pasta sfoglia. È un dolce a lievitazione lenta.
Una volta preparata la pasta, la si lascia lievitare, dopodiché la si stende in uno strato molto fine, la si impasta col grasso di maiale, la si arrotola, si dispone il rotolo in spirale ed infine la si lascia lievitare una seconda volta. Data la finezza della sfoglia, assai elastica, si consiglia di usare una farina forte 
come la manitoba.
Si può cospargere di zucchero in polvere o farcirla. La farcia tradizionale è la cabell d'àngel (una sorta di marmellata di zucca), ma si usano i ripieni più svariati. Ad esempio, in Argentina si può trovare ripiena di dulce de leche.
Durante il periodo di Carnevale, si è soliti preparare l'ensaimada con sobrassada dolce e cospargerla con pezzettini di zucca candita.
È possibile che derivi da un dolce ebraico, che però non prevedeva l'uso di grasso di maiale.